# Shadow the Hedgehog (videojuego)
Shadow the Hedgehog es un videojuego de plataformas de 2005 desarrollado por Sega Studios USA —la antigua división estadounidense de Sonic Team— y publicado por Sega como parte de la serie Sonic the Hedgehog. Sirviendo de secuela de Sonic Heroes, el juego sigue a Shadow the Hedgehog, una creación del abuelo del Doctor Eggman, el Prof. Gerald Robotnik con la ayuda de Black Doom, mientras intenta aprender sobre su pasado mientras sufre de amnesia. Shadow the Hedgehog reintroduce elementos de disparos en tercera persona de Sonic Adventure y Sonic Adventure 2, pero amplía enormemente el concepto e introduce una nueva jugabilidad no lineal en la franquicia de Sonic. Para derrotar a los enemigos, Shadow puede usar una variedad de armas de cada facción y poderes del Caos recién introducidos para ayudarlo en su búsqueda. De los veintidós niveles, hay once que tienen tres misiones posibles que el jugador puede elegir completar, los otros once tienen dos misiones. Las que estén completadas determinan la trama del juego y, posteriormente, los niveles jugables.
El equipo de desarrollo quería hacer un juego con Shadow para capitalizar la popularidad del personaje y resolver los misterios de la trama que comenzaron con su presentación en Sonic Adventure 2. Fue escrito y dirigido por Takashi Iizuka, producido por Yuji Naka y con música de Jun Senoue. Iizuka, que se dirigió a un público más joven con juegos anteriores de Sonic, se esforzó por atraer a un público mayor con Shadow the Hedgehog; el personaje homónimo también permitió que el equipo usara elementos inapropiados para la serie.
El juego se reveló en el evento Walk of Game de marzo de 2005 y fue lanzado para Nintendo GameCube, PlayStation 2 y Xbox en Norteamérica y Europa en noviembre de 2005 y en Japón el mes siguiente. Recibió críticas generalmente negativas de los revisores, quienes criticaron sus controles, temas maduros, diseño de niveles y la adición de pistolas y otras armas al juego tradicional de Sonic. Sin embargo, algunos elogiaron su valor de repetición. A pesar de esto, fue un éxito comercial, vendiendo 2,06 millones de copias en marzo de 2007.
Es el primer título de la saga que utiliza los actores de voz del doblaje de 4Kids de Sonic X. También es el primero de la serie Sonic en recibir una calificación E10+ de la ESRB, debido a su uso leve de blasfemias y violencia de acción de fantasía.

## Jugabilidad

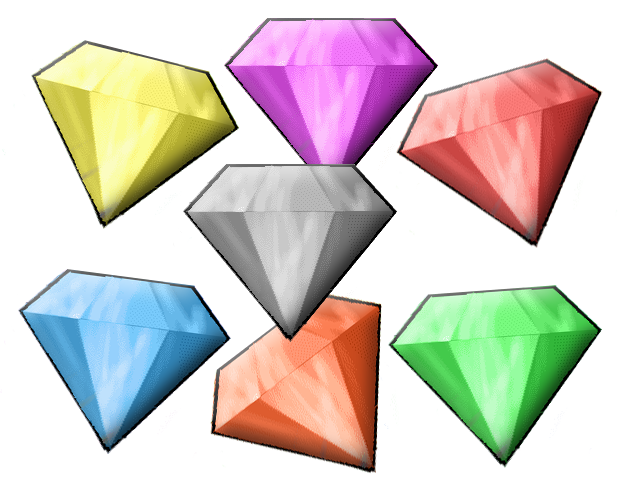
Las siete Chaos Emeralds son productoras de una energía muy potente y cuyo objetivo en el videojuego son recuperarlas independientemente del camino que se escoja

Shadow the Hedgehog es unvideojuego de plataformas que incorpora elementos del género de disparos en tercera persona y acción. Al igual que las entregas anteriores de la serie Sonic, el juego básico implica correr rápido, recolectar anillos, plataformas complicadas y destruir enemigos. Shadow recolecta anillos como una forma de salud; cuando es atacado por un enemigo o recibe daño del entorno, diez de ellos rebotan y forman un círculo a su alrededor. Cuando no tiene anillos y recibe daño de un enemigo, muere, pierde una vida y vuelve al último punto de control. Cada nivel se completa realizando una misión, y cada una se etiqueta como «Hero», «Dark» o «Normal». Las «Hero» implican completar tareas para los personajes heroicos de la serie Sonic, o el Doctor Eggman en una ocasión, y las misiones «Dark» consisten en completar tareas para Black Doom o el Doctor Eggman. Las misiones «Normal» implican alcanzar la Chaos Emerald o Goal Ring al final de la etapa. Los ejemplos de objetivos de misión no neutrales incluyen matar a todos los enemigos en las etapas, destruir un avión que vuela hasta el final del nivel o activar o destruir objetos en la etapa. Todos los enemigos atacan a Shadow independientemente de la misión elegida. Los tipos de misión seleccionados afectan la trama, los niveles jugados y el final recibido de diez posibilidades. Cada etapa presenta escenas que avanzan en la historia, y siete niveles también presentan batallas contra jefes. Hay trescientos veintiséis caminos posibles para tomar en Shadow the Hedgehog, y cada uno tiene un nombre individual.
Las nuevas funciones distinguen a Shadow the Hedgehog de los títulos anteriores de Sonic. Por ejemplo, Shadow puede recoger y usar armas para combatir a los enemigos, agregando un elemento de juego de disparos en tercera persona que en juegos anteriores era la simple mecánica de bloqueo y disparo. Partes del escenario, como las señales de tránsito, también se pueden usar como armas. Otra característica nueva es la capacidad de conducir vehículos, como motocicletas y aviones alienígenas. Aunque Shadow puede correr más rápido que los vehículos mismos, estos últimos tienen capacidades únicas, como aplastar enemigos y atravesar áreas cubiertas de ácido que de otro modo serían intransitables.
Como en la mayoría de los juegos de la serie Sonic, las Chaos Emeralds juegan un papel importante; ayudan a Shadow a recordar su pasado y le permiten realizar el Chaos Control y Chaos Blast. El Chaos Control permite que se mueva más rápido en los niveles y ralentiza el tiempo en las batallas contra jefes, y Chaos Blast crea una explosión que destruye o daña severamente a todos los enemigos cercanos. Shadow puede realizar el Chaos Control después de que el jugador llene el Hero Gauge al derrotar a los soldados de Black Arms —o al realizar otros actos heroicos como apagar incendios y curar a los soldados heridos—, y puede realizar el Chaos Blast después de llenar el Dark Gauge al derrotar a los soldados de G.U.N. —u otros actos malvados como; curar a los enemigos o destruir el escenario—.
También incluye un modo para dos jugadores que conserva la mecánica de un solo jugador, pero se desarrolla en uno de los tres escenarios especialmente diseñados y utiliza una pantalla dividida verticalmente para separar la vista de cada persona. Cada usuario elige uno de los personajes disponibles: Shadow, dos versiones metálicas de él y variantes de paleta intercambiada de cada uno. Los combatientes se atacan y se roban los anillos hasta que uno queda eliminado. Además, en el modo para un jugador, un segundo jugador puede tomar el control de los personajes héroes compañeros de Shadow —no se puede controlar Doom's Eye o Dr. Eggman— en las etapas, sin embargo, esta característica no está en la versión Xbox del juego.

## Sinopsis

### Personajes
Shadow the Hedgehog, el protagonista titular del juego, fue creado cincuenta años antes de los eventos posteriores por el profesor Gerald Robotnik en una colonia espacial de investigación militar orbital conocida como ARK. Robotnik estaba tratando de desbloquear los secretos de la vida eterna por orden del gobierno y crear la «Forma de vida definitiva». Con ese fin, Robotnik diseñó a Shadow para aprovechar los poderes de las Chaos Emeralds. Vio a G.U.N. asaltar el ARK y dispararle a la nieta de Robotnik, Maria Robotnik, matándola. Al final de Sonic Adventure 2, su primera aparición en el juego, se suponía que Shadow estaba muerto tras salvar la Tierra, pero regresó con vida en Sonic Heroes y sufre amnesia.
Guardian Units of Nations (G.U.N.) es el ejército del gobierno de la Tierra, la Federación Unida, y está dirigido por el Comandante G.U.N., que odia a Shadow. Al completar misiones de «Hero», Shadow generalmente ayuda a G.U.N. y a los personajes heroicos de la serie Sonic, incluidos Sonic, Tails, Knuckles, Amy, Rouge, Omega, Vector, Charmy y Espio. Su objetivo es proteger la Tierra tanto del Doctor Eggman como de Black Arms, un ejército de varias especies alienígenas relacionadas que invaden la Tierra desde el Black Comet. Black Doom, el líder de Black Arms, envía una extensión de sí mismo llamada «Doom's Eye» para observar a Shadow y ayudarlo a completar misiones. Al completar misiones «Dark», Shadow ayuda a Black Doom o al Doctor Eggman, cada uno de los cuales quiere las Chaos Emeralds para sí mismo. En una misión de «Hero» de Sky Troops, Shadow ayuda al Doctor Eggman a luchar contra los Black Arms.

### Argumento

Completar misiones «Normal», «Dark» o «Hero» determina qué niveles se pueden jugar posteriormente. Cada cuadro representa un nivel, y los marcados de rojo o azul representan una misión de jefe al final del juego. Las líneas de colores que conectan los niveles muestran cómo la finalización de ciertas misiones afecta la historia

Shadow sufre de amnesia y solo puede recordar dos cosas: su nombre y su intento de escapar de la Colonia Espacial ARK con la nieta de su creador, María, quien fue asesinada por soldados de la G.U.N. Después de haber caminado por una habitación llena de androides que se parecen a él durante los eventos de Sonic Heroes, Shadow se pregunta si él también es un androide. Mientras recuerda fragmentos de su pasado, en las afueras de la ciudad de Westopolis, una raza alienígena llamada Black Arms cae del cielo e invade la ciudad. Black Doom, el líder de la raza, contacta a Shadow y le cuenta sobre una vieja promesa hecha de traerle las Chaos Emeralds. Sorprendido de que Black Doom sepa su nombre, Shadow decidido a saber más sobre su pasado decide ir buscar las Chaos Emeralds.
El juego progresa a través del nivel de Westopolis y cinco más de los diferentes caminos que puede tomar Shadow. A medida que se completan las misiones, el erizo aprende más sobre su pasado y recupera recuerdos. Puede elegir ayudar al Doctor Eggman, Black Arms o G.U.N. y los personajes heroicos de la serie, o no ayudar a ninguno y quedarse con las Chaos Emeralds para sí mismo. Las misiones completadas determinan cuál de los diez finales posibles se verá después de que Shadow recolecte todas las Chaos Emeralds y derrote a uno de los jefes. Los posibles eventos finales van desde ayudar a los héroes a destruir Black Arms o ayudar a Black Doom a destruir el planeta.
Completar los diez finales desbloquea el verdadero final del juego. Después de recolectar todas las 7 Esmeraldas Caos, Black Doom usa Chaos Control para traer el Cometa Negro a la superficie de la Tierra. Black Doom explica que los Black Arms tienen la intención de utilizar a los humanos como fuente de energía, y el Cometa Negro comienza a liberar un gas nervioso en la atmósfera de la Tierra que causa parálisis total a quienes lo inhalan. Sin embargo Shadow resulta ser inmune a los efectos de la paralización y se enfrenta a Black Doom, donde descubre que el profesor Gerald Robotnik creó el Cañon Eclipse de la Estación Espacial ARK con el único propósito de destruir el Cometa Negro, ya que Gerald en ese entonces había descubierto las verdaderas intenciones de Black Doom y su armada. Durante su confrontación, Black Doom revela que Shadow fue creado a partir de su sangre, e intenta usar el control mental en Shadow, pero falla. Black Doom luego se transforma en una forma de bestia gigante llamada Devil Doom; en respuesta, Shadow usa las Esmeraldas Caos para transformarse en Super Shadow y se enfrenta a Devil Doom. Durante la batalla, el Doctor Eggman le confirma a Shadow que él es el clon original y no un androide. Shadow derrota a Devil Doom y usa el Chaos Control para teletransportar el Cometa Negro de regreso a la órbita de la Tierra, donde lo destruye poco después usando el poderoso rayo del Cañon Eclipse de una vez por todas. Sus amigos están eufóricos, al igual que la gente de G.U.N. quienes reconocen a Shadow como un héroe. Momentos después, se ve a Shadow en la plataforma de observación de la Estación Espacial ARK mientras observa la Tierra y donde también se le ve sosteniendo una vieja fotografía de Maria y Gerald. Recordando las últimas palabras de María para él, «Adiós para siempre... Shadow the Hedgehog», por lo que este acepta su nuevo futuro y deja caer la fotografía y se aleja de la escena, decidiendo que de ahora en adelante vivirá en la Estación Espacial ARK de forma indefinida.

## Desarrollo
Shadow the Hedgehog fue desarrollado por Sega Studios USA, la ya desaparecida división estadounidense del Sonic Team de Sega, y publicado por esta última. La empresa reveló por primera vez el juego y su eslogan —«Hero or villain? You decide»— en la inauguración del 8 de marzo de 2005 de Sonic the Hedgehog en el Walk of Game. Reveló formalmente el desarrollo para las consolas de videojuegos Nintendo GameCube, PlayStation 2 y Xbox el 23 de marzo de 2005. El mismo año, Sega lanzó el juego en Norteamérica el 15 de noviembre de 2005, en Europa el 18 de noviembre y en Japón el 15 de diciembre.
Takashi Iizuka de Sonic Team y el cocreador de la serie Yuji Naka dirigieron el desarrollo, con Iizuka como escritor y director y Naka como productor. Iizuka, que había trabajado en la serie Sonic the Hedgehog desde 1993, se dirigió a un público más joven con juegos anteriores de la franquicia y quería atraer a un público mayor con Shadow the Hedgehog. El equipo de desarrollo quería hacer un juego con Shadow para resolver los misterios de la trama que comenzaron con la introducción del personaje en Sonic Adventure 2. Sintieron que el diseño de Shadow, inspirado en películas como Underworld, Constantine y la serie Terminator, haría que la historia fuera más oscura y permitiría nuevos elementos, como vehículos y armas, que de otro modo se considerarían inapropiados para un juego de Sonic. Naka declaró en una entrevista con GameSpy que quería usar a Shadow como el personaje principal del juego debido a su popularidad entre los fanáticos y por ser el más adecuado para un juego de «acción con armas».
El juego presenta varias escenas animadas por CGI producidas por Blur Studio. La música de Shadow the Hedgehog fue compuesta por Jun Senoue, con trabajo adicional de Yutaka Minobe, Tomoya Ohtani y Mariko Nanba. Lost and Found: Shadow the Hedgehog Vocal Trax es un álbum de bandas sonoras de videojuegos lanzado en CD el 22 de febrero de 2006. El disco contiene siete canciones vocales del juego, una de las cuales es un remix en lugar del original. Otra banda sonora, Shadow the Hedgehog: Original Soundtrax, también fue lanzada el 22 de febrero de 2006. Contiene pistas vocales e instrumentales del juego.
En Japón, Shadow the Hedgehog se promocionó a través de una colaboración con el grupo de hip hop japonés M-flo, cuya canción «Tripod Baby» fue remezclada y apareció en el comercial bajo el título «Tripod Baby (Shadow the Hedgehog Mix)». Además de esto, un video musical alternativo de «Tripod Baby» con el remix incluía nuevas escenas con Shadow.
Excepcionalmente, el juego contiene blasfemias, particularmente el uso frecuente de las palabras «damn» y «hell» dichas por Shadow y otros personajes como Espio, el Comandante G.U.N., Knuckles, y Sonic. La decisión de incluir blasfemias y armas de fuego se tomó al principio del desarrollo, ya que se centró en un tono más maduro. La ESRB finalmente asignó al juego una calificación E10+ por «violencia de fantasía» y «lenguaje fuerte».
Fue el primero de la serie Sonic en usar el elenco de 4Kids de Sonic X luego de la muerte del actor de voz anterior del Doctor Eggman, Deem Bristow. Este catálogo se siguió utilizando hasta finales de 2010, cuando todos los miembros del reparto, excepto Mike Pollock, fueron reemplazados antes del lanzamiento de Sonic Free Riders.

## Recepción
Shadow the Hedgehog en GameCube recibió críticas «mixtas o promedio», mientras que las versiones de PlayStation 2 y Xbox recibieron críticas «generalmente desfavorables» de los revisores en el agregador de reseñas Metacritic, muchos de los cuales criticaron mucho su mecánica de juego y las diferencias con otros juegos de Sonic. Sin embargo, fue votado como el mejor juego de 2005 en los premios de lectores de la revista Official Jetix Magazine y nombrado «Mejor juego de plataformas» de 2005 por los lectores de Nintendo Power —recibiendo más votos que la elección del personal, Sonic Rush—. Shadow the Hedgehog también fue un éxito comercial: Sega reportó 1,59 millones de unidades vendidas desde su lanzamiento hasta marzo de 2006 y 470 000 unidades vendidas en los EE .UU. desde marzo de 2006 y 2007 con un total de ventas alrededor de 2.06 millones de copias. Posteriormente, el juego se lanzó como parte de tres líneas presupuestarias: Greatest Hits y Platinum Range para PlayStation 2 —que representan ventas de al menos 400 000 en Norteamérica y Europa, respectivamente— y Player's Choice para GameCube —250 000 en Norteamérica—.
Muchos críticos se burlaron del sentido de madurez del juego para un juego de Sonic, especialmente la adición de pistolas y otras armas. El escritor de Game Informer, Matt Helgeson, dijo: «Esta nueva interpretación “adulta” de Sonic no solo es dolorosamente tonta, sino que también es desaconsejable y casi se siente como una traición para los fanáticos de toda la vida». El escritor de Eurogamer, Tom Bramwell, sintió que «el otro punto de venta del juego, su borde más oscuro, no [es] realmente para nosotros». El escritor del personal de X-Play y GameSpy de G4, Patrick Klepek, pensó de manera similar. En contraste, el escritor del personal de Nintendo Power, Steve Thomason, calificó el juego con 8.0 sobre 10, afirmando que «esta versión más oscura del universo de Sonic tiene éxito en su mayor parte, lo que le da a la serie un poco de ventaja sin exagerar con la violencia». Además, Official Xbox Magazine aseguró a los lectores: «No se preocupen, Shadow the Hedgehog no es ni la mitad de “urbano” ni tan “gangsta” como parece a primera vista». Helgeson criticó la trama «risible» del juego, diciendo que «no tiene sentido» y que varias convenciones de Sonic socavaron sus intentos de ser «maduro» o «nervioso».
Los revisores también notaron los controles del juego, especialmente el ataque de búsqueda de Shadow que causa muertes inesperadas de personajes. Matt Helgeson, de Game Informer, se quejó de que el ataque «con frecuencia te envía a toda velocidad a la nada, lo que resulta en muerte barata tras muerte barata». Nintendo Power, X-Play, Eurogamer, Official Xbox Magazine y GameSpy estuvieron de acuerdo. Otras denuncias se centraron en la mecánica de armas y vehículos. Greg Mueller de GameSpot sintió que las armas eran casi inútiles debido a la falta de bloqueo de objetivo o apuntado manual, combinado con un apuntado automático ineficaz. El redactor de IGN Matt Casamassina, el redactor de 1UP.com Greg Sewart, Game Informer, X-Play, GameSpy y The Times de Londres también criticaron la mecánica de las armas, los vehículos y otros aspectos de los controles del juego de Shadow. Sin embargo, Thomason dijo que «destruir a los enemigos de Shadow con la amplia variedad de armas a su disposición es simplemente divertido».
El diseño de niveles recibió comentarios mixtos. Mueller calificó algunos niveles de «extremadamente frustrantes». Helgeson afirmó que los «niveles de ritmo rápido están mal diseñados», y Andrew Reiner, quien escribió una revisión de segunda opinión para Game Informer, calificó el diseño de niveles como «desastroso». La de Official Xbox Magazine fue más mixta, equilibrando la posibilidad de perderse en los niveles grandes con el probable atractivo de estas etapas para los jugadores de Sonic en 3D, en particular para aquellos que habían disfrutado de Sonic Heroes. GameTrailers descubrió que «los niveles son oscuros y urbanos, o brillantes y psicodélicos. De cualquier manera, encajan bien en el universo de Sonic. Están repletos de rampas de velocidad, bucles y una variedad de otros impulsos que disparan a Shadow como un pinball». Bettenhausen incluyó «la clásica filosofía de diseño de montaña rusa que corre como el infierno» de algunas etapas en su limitado elogio. A Casamassina no le gustó el «diseño de nivel estúpido», diciendo que «solo porque deslumbraron a los jugadores hace seis años no significa que Sonic Team pueda copiar y pegar exactamente los mismos bucles y giros en cada nueva iteración de la franquicia y esperar que todos estén contentos con el resultado». GameSpy observó que «las áreas son mucho menos abiertas que en los juegos anteriores de Sonic, pero los diseñadores de niveles no han aprovechado las limitaciones». Nintendo Power destacó la dificultad de las misiones que requieren que el jugador localice objetos.
Los críticos elogiaron el valor de repetición del juego y aplaudieron los muchos caminos posibles que un jugador puede tomar a lo largo del juego. GameTrailers declaró, «este estilo de elegir tu propia aventura le da al juego un valor de repetición del que carecen muchos juegos de plataformas». La publicación australiana Herald Sun, Nintendo Power y Official Xbox Magazine pensaron de manera similar. GameSpot elogió la variedad de finales alternativos, pero concluyó que «la jugabilidad no es lo suficientemente divertida como para justificar jugar el juego varias veces». Bettenhausen pensó que el sistema de moralidad se sentía artificial, pero dijo que extendía el valor de repetición del juego.